# Gary Payton
Gary Dwayne Payton (ur. 23 lipca 1968 w Oakland) – amerykański koszykarz, który występował na pozycji rozgrywającego, mistrz NBA z 2006 w drużynie Miami Heat, dwukrotny mistrz olimpijski, z Atlanty w 1996 i Sydney w 2000.
Po ukończeniu Oregon State University został wybrany w drafcie NBA w 1990 z numerem 2. przez Seattle SuperSonics. Występował w tym klubie przez 13 sezonów, doprowadzając w 1996 roku do finału NBA - przegranego z Chicago Bulls. W tym samym sezonie Payton został uznany za najlepszego obrońcę ligi oraz został liderem NBA w przechwytach, ze średnią 2,85 (231). 
W sezonach 1996/1997 i 1997/1998 zajął drugie miejsce w głosowaniu na obrońcę roku NBA.
W sezonie 1999/2000 został liderem ligi w ilości asyst 732, rzutach za 3 punkty trafionych 177 (3PM) oraz oddanych 520 (3PA), dostał również zaproszenie do udziału w konkursie rzutów za 3 punkty podczas Weekendu All-Star 2000 jednak odrzucił je.
W ciągu następnych lat występował kolejno w Milwaukee Bucks, Los Angeles Lakers z którymi to dotarł do finałów przegranych z Detroit Pistons oraz z Boston Celtics. W sezonie 2005/2006 zdobył mistrzostwo NBA grając w Miami Heat. W 2007 zakończył karierę.
W swej karierze dziewięciokrotnie wystąpił w meczu gwiazd, także dziewięć razy wybierany do NBA All-Defensive Team i All-NBA Team, przy czym dwukrotnie do pierwszej piątki ligi.
Ma pseudonim "The Glove" (Rękawica), która nawiązuje do jego świetnej gry w obronie. Wzięła się ona od słów jego kuzyna który zadzwonił do niego podczas finałów konferencji przeciwko Phoenix Suns w 1993 i powiedział, że przylega tak dokładnie do Kevina Johnsona jak rękawica do piłki w baseballu.
8 kwietnia 2013 został wybrany do NBA Hall of Fame.
W 1996 wystąpił w filmie Eddie, a w 2002, w Magicznych butach.

## Osiągnięcia

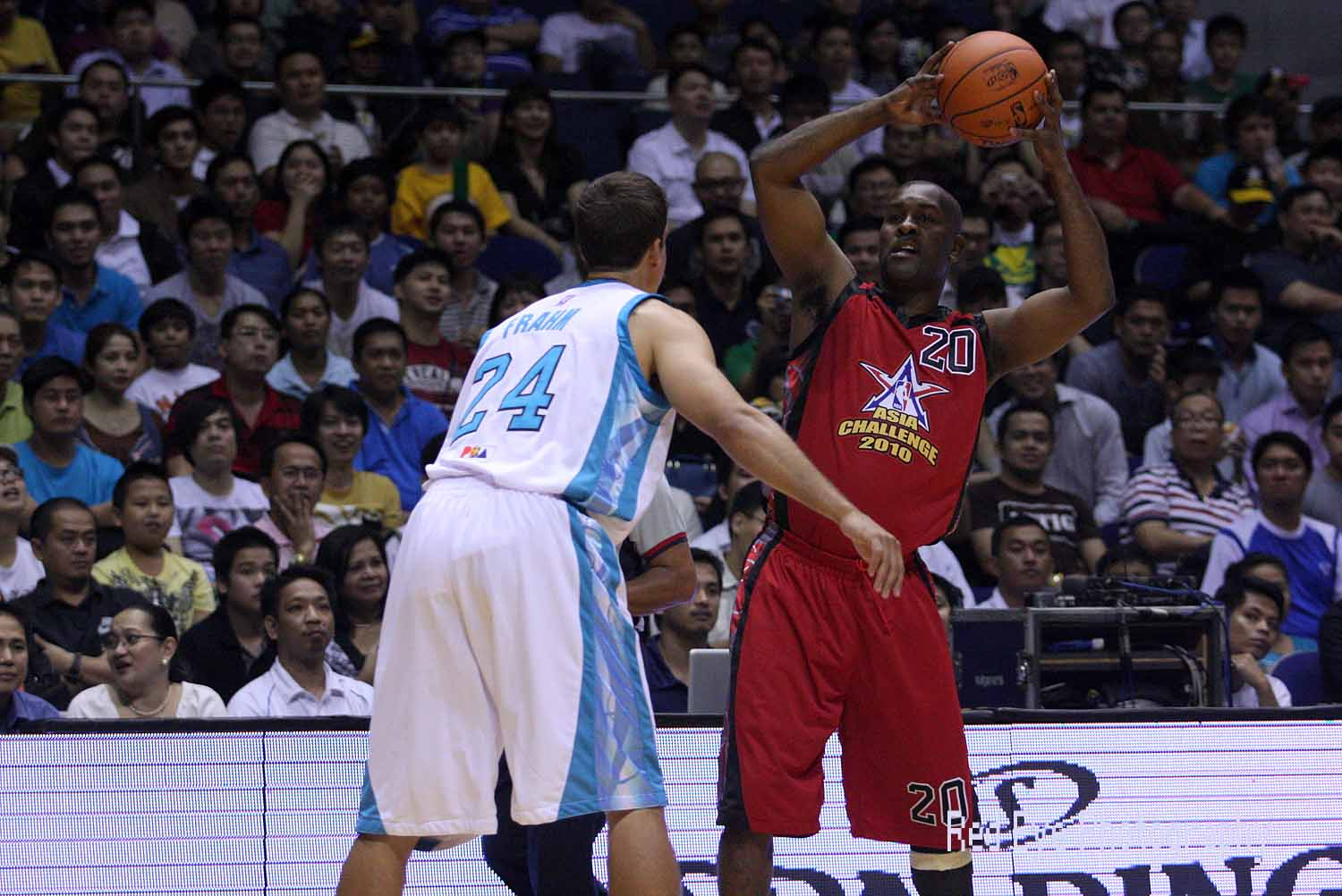
Payton podczas NBA Asia Challenge w 2010.

Na podstawie, o ile nie zaznaczono inaczej

### NCAA
- Uczestnik turnieju NCAA (1988, 1989, 1990)
- Mistrz sezonu regularnego konferencji Pac-10 (1990)
- Zawodnik roku konferencji Pac-10 (1990)[6]
- Obrońca roku konferencji Pac-10 (1987)[7]
- Najlepszy pierwszoroczny zawodnik roku konferencji Pac-10 (1987)[8]
- Zaliczony do:
  - I składu:
    - All-American (1990)
    - turnieju konferencji Pac-10 (1988, 1989)

  - Galerii Sław stanu Oregon - Oregon Sports Hall of Fame
  - Pac-12 Hall of Honor
- Drużyna Oregon State Beavers zastrzegła należący do niego numer 20

### NBA
- Mistrz NBA (2006)[9]
- 2-krotny wicemistrz NBA (1996, 2004)[9]
- Obrońca Roku NBA (1996)[10]
- Uczestnik:
  - meczu gwiazd NBA (1994[a]–1998, 2000–2003)
  - Skills Challenge (2003)
- Wybrany do[12]:
  - I składu:
    - NBA (1998, 2000)
    - defensywnego NBA (1994–2002)[13]

  - II składu:
    - NBA (1995–1997, 1999, 2002)
    - debiutantów NBA (1991)[14]

  - III składu NBA (1994, 2001)
  - składu najlepszych zawodników w historii NBA, wybranego z okazji obchodów 75-lecia istnienia ligi (2021)[15]
- Lider:
  - NBA w przechwytach (1996)[16]
  - wszech czasów klubu Sonis w liczbie punktów
  - play-off w:
    - średniej asyst (2003)[17]
    - liczbie celnych rzutów za 3 punkty (1996)[18]
- Zawodnik:
  - miesiąca NBA (kwiecień 2000)[19]
  - tygodnia NBA (8.01.1995, 14.02.1999, 23.12.2001)
- Członek Koszykarskiej Galerii Sław (Naismith Memorial Basketball Hall Of Fame - 2013)[20]

### Kadra
- Mistrz:
  - olimpijski (1996[21], 2000[22])
  - Ameryki (1999)[23]
- Wicemistrz:
  - Ameryki (1989)[24]
  - świata U–19 (1987)[25]
- Koszykarz Roku USA Basketball - USA Basketball Male Athlete of the Year (1999)[26]